# Ali Vâsib
Succession
Prétendant au trône de Turquie
19 janvier 1977 – 9 décembre 1983
(6 ans, 10 mois et 20 jours)
Şehzade Ali Vâsib (né le 14 octobre 1903, Constantinople et mort le 9 décembre 1983, Alexandrie,) est le chef de la famille impériale de Turquie qui a régné sur l'Empire ottoman de 1281 à 1922.

## Biographie
Ali Vâsib est né dans le Palais Çırağan, Ortaköy, le fils unique d’Ahmed Nihad, le 38e chef de la Maison impériale Ottomane et son épouse Safiru Hanım. Le sultan Mourad V, est l’arrière-grand-père de Vâsib,,.
Vâsib fait ses études aux Lycée Galatasaray et Harbiye de Constantinople. Il atteint le grade de lieutenant dans l’infanterie de l’armée ottomane. Il reçoit le « Collier du Hanedan-ı-Ali-Osman » et le « Mecidi Nişan », 1re classe.
Vâsib passe sa première année de vie au Palais Çırağan. À partir de 1876, le palais sert de lieu d’assignation à résidence pour Mourad V et sa famille. Cette année-là, Mourad est déchu du rôle de sultan par son frère, Abdülhamid II. Les restrictions imposées à l’ancien sultan et à sa famille n’ont pas été levées avant la mort de Mourad en 1904. Vasib vit à Constantinople jusqu’en mars 1924.

### Exil
Après la fondation de la république de Turquie en 1923 et l’abolition du sultanat ottoman et du califat l’année suivante, Vasib et d’autres membres de sa famille sont contraints à l’exil. Ils quittéent Constantinople depuis la gare de Sirkeci. Vasib vit à Budapest pendant quelques mois, avant de s’installer à Nice en France. D’autres membres de la famille s'installent dans le sud de la France et en Italie, notamment Vahideddin, (Mehmed VI) qui part à Sanremo et Abdülmecid II, (cousin de Vasib et dernier calife) à Nice, après un court séjour en Suisse.

### Passeport Nansen
Les documents de voyage délivrés par la République turque aux membres de la dynastie ottomane lors de leur exil ne sont valables que pour un an. Vasib sollicite le gouvernement français pour les aider à obtenir des passeports Nansen, prenant contact avec le ministre français, le comte de Castellane, par l’intermédiaire du général Toulouse et de son fils, le capitaine Toulouse, qui était un ami[réf. nécessaire]. Les passeports Nansen ont indiqué que la famille avait la nationalité ottomane et reconnaissaient leurs titres impériaux.

### Installation à Alexandrie
En janvier 1935, Vasib s’installe à Alexandrie en Égypte, avec sa femme et sa famille. Pendant les 18 années suivantes, Vasib est le directeur du Palais d'Antoniadis, qui sert à accueillir les chefs d’État étrangers et les dignitaires en visite à Alexandrie.

### Séjours à Istanbul
Vasib est autorisé à retourner en Turquie en 1974. À partir de ce moment, il y va chaque année et sa femme vit dans un humble appartement loué dans la vieille partie de la ville près de la place Sultan Ahmed. Les mémoires de Vasib sont publiés en turc. Le fils de Vasib, Osman Selaheddin, transcrit l’œuvre de l’écriture turque ottomane à l’écriture turque actuelle.

### Succession
Le 19 janvier 1977, à la suite de la mort de son cousin, Mehmed Abdülaziz, Vasib devient chef de la dynastie ottomane. Si Vâsib était devenu le sultan régnant, il aurait été « Sultan Ali Ier ».

### Vie privée
Le 30 novembre 1931, Vâsib épouse sa cousine Mukbile Sultan à l’hôtel Ruhl de Nice, la fille unique de Şehzade Ömer Hilmi et de son épouse Gülnev Hanım. Mukbile est la petite-fille du sultan Mehmed V. Le couple a un fils, Şehzade Osman Selaheddin Osmanoğlu, né le 7 juillet 1940), un comptable agréé. Il épouse Athéna Joy Christoforides; ils ont trois fils et une fille et petits-enfants,.

### Décès
Le 9 décembre 1983, à Alexandrie, Vasib meurt d’un accident vasculaire cérébral. Il a 80 ans. Il est enterré à Alexandrie et plus tard ses restes sont transférés au mausolée du Sultan Reşad, Eyüb. Au moment de sa mort, il est le plus vieux prince ottoman vivant. À sa mort, la Ligue monarchiste écrit : « Le prince Ali Vasib restera dans les mémoires comme un homme de grand charme. Sa facilité de manière et ses dons en tant que conteur ont été les caractéristiques de l’un des derniers grands seigneurs du Gotha ».

### Honneurs et distinctions
- Ordres et décorations ottomans
  - Collier du Hanedan-ı-Ali-Osman

 1ère classe de l'Ordre du Médjidié